# Giuseppe Bacci
Giuseppe Bacci (Bologna, 27 marzo 1921 – Bologna, 24 agosto 2018) è stato un illustratore e pubblicitario italiano.

## Biografia
Conosciuto con lo pseudonimo Gius Bacci, dal 1948 cominciò a lavorare come illustratore per libri e riviste. Realizzò copertine e illustrazioni per i libri per ragazzi della casa editrice Cappelli.
Ereditata dal padre Aris Bacci, anch'egli illustratore, la passione per i motori, realizzò illustrazioni dedicate a importanti ditte motoristiche: quali Alfa Romeo, Bugatti, Ducati, Gilera, Maserati. Realizzò anche lavori non commissionati direttamente dalle singole case automobilistiche ma frutto della sua affinità col mito futurista della velocità, che vennero per lo più pubblicate sulla rivista "Rombo". 
Collaborò con varie aziende nel campo pubblicitario. Diresse l'ufficio pubblicità fino agli anni sessanta per la distilleria di liquori Buton ideando le campagne pubblicitarie di quell'epoca, gli slogan «Etichetta nera, il brandy che crea un'atmosfera», «L'aperitivo che si beve in coppa», ideati insieme a Marcello Marchesi, e i caroselli con Gino Cervi.
Negli anni seguenti si dedicò al design ed alla moda. Tornò poi all'editoria collaborando con la Rizzoli per il settimanale L'Europeo, poi con la Arnoldo Mondadori Editore per Panorama, Noi, Sorrisi e Canzoni e Ciak. Per il quotidiano L'Indipendente diretto da Ricardo Franco Levi curò tutti i ritratti, le illustrazioni e le vignette.